# Rozkład próbkowania
Rozkład próbkowania, rozkład z próby – pojęcie z obszaru statystyki oznaczające rozkład prawdopodobieństwa określonej statystyki, czyli liczby podsumowującej próbę losową pobraną z danej populacji. Gdy do obliczenia statystyki (takiej jak na przykład średnia z próby lub wariancja w próbie) użyje się wielu {\displaystyle n}-elementowych prób losowych, wówczas rozkład próbkowania opisuje prawdopodobieństwa wartości przyjmowanych przez statystykę. Zwykle w praktyce pobiera się tylko jedną próbę,  zaś rozkład próbkowania dla statystyki obliczanej z tej próby możemy określić teoretycznie.
Rozkłady próbkowania odgrywają istotną rolę w statystyce, ponieważ upraszaczają wnioskowanie statystyczne.

## Wstęp
Rozkład próbkowania statystyki to rozkład tej statystyki, traktowanej jako zmienna losowa, wyprowadzonej z losowej próby o określonej wielkości {\displaystyle n}. Można go uważać za rozkład statystyki dla wszystkich możliwych próbek o liczebności {\displaystyle n} z tej samej populacji. Rozkład próbkowania zależy rozkładu w populacji, rozpatrywanej statystyki, zastosowanej procedury pobierania próbek oraz wybranej liczebności próby {\displaystyle n}. 
Jako przykład rozważmy populację, w której cecha ma rozkład normalny ze średnią {\displaystyle \mu } i wariancją {\displaystyle \sigma ^{2}}. Załóżmy, że wielokrotnie pobieramy próbki o danej wielkości z tej populacji i obliczamy średnią arytmetyczną {\displaystyle {\bar {x}}} dla każdej próbki – statystykę tę nazywa się średnią w próbie, średnią z próby lub średnią próbkową. Rozkład tych średnich nazywany jest „rozkładem próbkowania średniej z próby”. Rozkład próbkowania jest w tym przypadku normalny z wartością oczekiwaną {\displaystyle \mu } i odchyleniem standardowym {\displaystyle \sigma /{\sqrt {n}}}, gdzie n to wielkość próby. Rozkłady próbkowania średniej z próby mogą często być bliskie rozkładowi normalnemu, nawet jeśli rozkład w populacji taki nie jest (patrz centralne twierdzenie graniczne).
Średnia w próbie pobranej z populacji o rozkładzie normalnym jest przykładem prostej statystyki pobranej z jednej z najprostszych populacji statystycznych. W przypadku innych statystyk i populacji rozkłady próbkowania są bardziej skomplikowane i często nie mają wzoru jawnego. W takich przypadkach rozkłady próbkowania można aproksymować za pomocą symulacji Monte Carlo, metod bootstrapowych lub wykorzystywać rozkłady asymptotyczne.

## Błąd standardowy
Odchylenie standardowe rozkładu próbkowania statystyki z próby nazywa się błędem standardowym tej statystyki. Na przykład gdy statystyką jest średnia w prostej próbie losowej, błąd standardowy wynosi:
{\displaystyle \sigma _{\bar {x}}={\frac {\sigma }{\sqrt {n}}}}
gdzie {\displaystyle \sigma } to odchylenie standardowe w rozkładzie cechy w populacji, a {\displaystyle n} to liczebność próby (liczba jednostek w próbie).
Ważną konsekwencją tego wzoru jest to, że wielkość próby {\displaystyle n} musi zostać zwiększona  czterokrotnie (pomnożona przez 4), aby dwukrotnie zredukować błąd pomiaru. Podczas projektowania badań statystycznych, w których koszt jest czynnikiem, może to mieć znaczenie dla zrozumienia relacji między kosztami a korzyściami.
W przypadku, gdy statystyką jest suma wartości obserwacji w prostej próbie losowej, błąd standardowy wynosi: {\displaystyle \sigma _{\Sigma x}=\sigma {\sqrt {n}}}

## Przykłady
| Populacja | Statystyka | Rozkład próbkowania |
| --- | --- | --- |

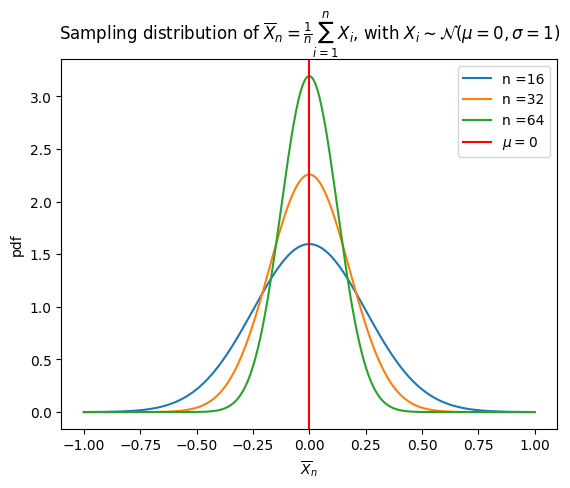
Rozkład próbkowania średniej z próby liczb wylosowanych z rozkładu normalnego. Wraz ze wzrostem liczebności próby rozkład próby staje się coraz bardziej skupiony wokół centrum.

| Rozkład normalny: {\displaystyle {\mathcal {N}}(\mu ,\sigma ^{2})} | Średnia {\displaystyle {\bar {X}}} z próby o wielkości n                                                                                               | {\displaystyle {\bar {X}}\sim {\mathcal {N}}{\Big (}\mu ,\,{\frac {\sigma ^{2}}{n}}{\Big )}}. Jeżeli odchylenie standardowe w populacji {\displaystyle \sigma } nie jest znane, można skorzystać ze statystyki {\displaystyle T=\left({\bar {X}}-\mu \right){\frac {\sqrt {n}}{S}}}, mającej rozkład t Studenta z {\displaystyle \nu =n-1} stopniami swobody. {\displaystyle S^{2}} to wariancja w próbie, zaś {\displaystyle T} to statystyka bazowa, której wartość nie zależy od {\displaystyle \sigma }. |
| Rozkład zero-jedynkowy z parametrem {\displaystyle p}. | Częstość „sukcesów” (proporcja w próbie): {\displaystyle {\bar {X}}}                                                                                   | {\displaystyle n{\bar {X}}\sim \operatorname {Dwumianowy} (n,p)} |
| Dwie niezależne populacje o rozkładzie normalnym: {\displaystyle {\mathcal {N}}(\mu _{1},\sigma _{1}^{2})} i {\displaystyle {\mathcal {N}}(\mu _{2},\sigma _{2}^{2})} | Różnica pomiędzy średnimi w próbach: {\displaystyle {\bar {X}}_{1}-{\bar {X}}_{2}}                                                                     | {\displaystyle {\bar {X}}_{1}-{\bar {X}}_{2}\sim {\mathcal {N}}\!\left(\mu _{1}-\mu _{2},\,{\frac {\sigma _{1}^{2}}{n_{1}}}+{\frac {\sigma _{2}^{2}}{n_{2}}}\right)} |
| Dowolny bezwzględnie ciągły rozkład F z funkcją gęstości f | Mediana {\displaystyle X_{(k)}} z próby o liczebności n = 2k − 1, gdzie próba jest uporządkowana od {\displaystyle X_{(1)}} do {\displaystyle X_{(n)}} | {\displaystyle f_{X_{(k)}}(x)={\frac {(2k-1)!}{(k-1)!^{2}}}f(x){\Big (}F(x)(1-F(x)){\Big )}^{k-1}} |
| Dowolny rozkład z dystrybuantą F | Maksimum {\displaystyle M=\max \ X_{k}} w próbce o liczebności n                                                                                       | {\displaystyle F_{M}(x)=P(M\leqslant x)=\prod P(X_{k}\leqslant x)=\left(F(x)\right)^{n}} |